# Culex binigrolineatus
Culex binigrolineatus är en tvåvingeart som beskrevs av Knight och Rozeboom 1945. Culex binigrolineatus ingår i släktet Culex och familjen stickmyggor. Inga underarter finns listade i Catalogue of Life.